# Bunuri mobile din domeniul științele naturii clasate în patrimoniul cultural național al României aflate în județul Sibiu (tezaur)
Acestă listă conține bunurile mobile din domeniul științele naturii clasate în Patrimoniul cultural național al României aflate la momentul clasării în județul Sibiu.
| Foto | Informații generale                   | Detalii tehnice                                                     | Descriere | Deținător                         | Legături |
| ---- | ------------------------------------- | ------------------------------------------------------------------- | --- | --------------------------------- | -------- |
|      | Dianthus callizonus Schott et Kotschy | Descoperit: jud. BRAȘOV Dimensiuni: L: 7,5 cm                       | Este o specie perenă cu o înălțime între 5-15 cm. Florile au la bază au o pată purpurie, împestrițată cu alb și cu peri albi, mătăsoși, strălucitori. În centrul florii se află un inel purpuriu caracteristic.                                                                                              | Muzeul de Istorie Naturală, Sibiu | Cimec    |
|      | Draba haynaldii Štúr                  | Dimensiuni: L: 6,5 cm                                               | Este o specie perenă cu o înălțime până la 6 cm, frunze de 0,5-1 mm, inflorescență cu 3-6 flori, silicula ovoid elipsoidală, de 5-6 mm lungime și dens hispidă. | Muzeul de Istorie Naturală, Sibiu | Cimec    |
|      | Silene dinarica Spreng.               | Descoperit: jud. SIBIU, Vf. Tărâța Dimensiuni: L:4,8 cm             | Specie perenă de 5-8 cm înălțime, cu aspectul unei pernițe din interiorul cărora răsar tulpinițe florifere cu 2-4 perechi de frunze terminate cu flori de 12-15 mm lungime. | Muzeul de Istorie Naturală, Sibiu | Cimec    |
|      | Saussurea porcii Degen                | Descoperit: jud. BISTRIȚA-NĂSĂUD, com. RODNA Dimensiuni: L: 32 cm   | Este o specie hemicriptofită cu o înălțime între 30-80 cm, rar întâlnită pe pajiști umede din etajul boreal. Tulpina aripata, frunzele sunt liniar-lanceolate, aproape intregi, decurente. Este endemică în Munții Rodnei și Carpații Păduroși (Ukraina). Specia a fost dată dispărută în ultima 100 de ani. | Muzeul de Istorie Naturală, Sibiu | Cimec    |
|      | Saussurea porcii Degen                | Descoperit: jud. BISTRIȚA-NĂSĂUD, com. RODNA Dimensiuni: L: 29,5 cm | Este o specie hemicriptofită cu o înălțime între 30-80 cm, rar întâlnită pe pajiști umede din etajul boreal. Tulpina aripata, frunzele sunt liniar-lanceolate, aproape intregi, decurente. Este endemică în Munții Rodnei și Carpații Păduroși (Ukraina). Specia a fost dată dispărută în ultima 100 de ani. | Muzeul de Istorie Naturală, Sibiu | Cimec    |
|      | Aur                                   | Descoperit: jud. Hunedoara, CERTEJU DE SUS                          | Aur foios-fibros asociat cu blendă și depus pe substrat cuarțos. | Muzeul de Istorie Naturală, Sibiu | Cimec    |